# Bowmore (whisky)

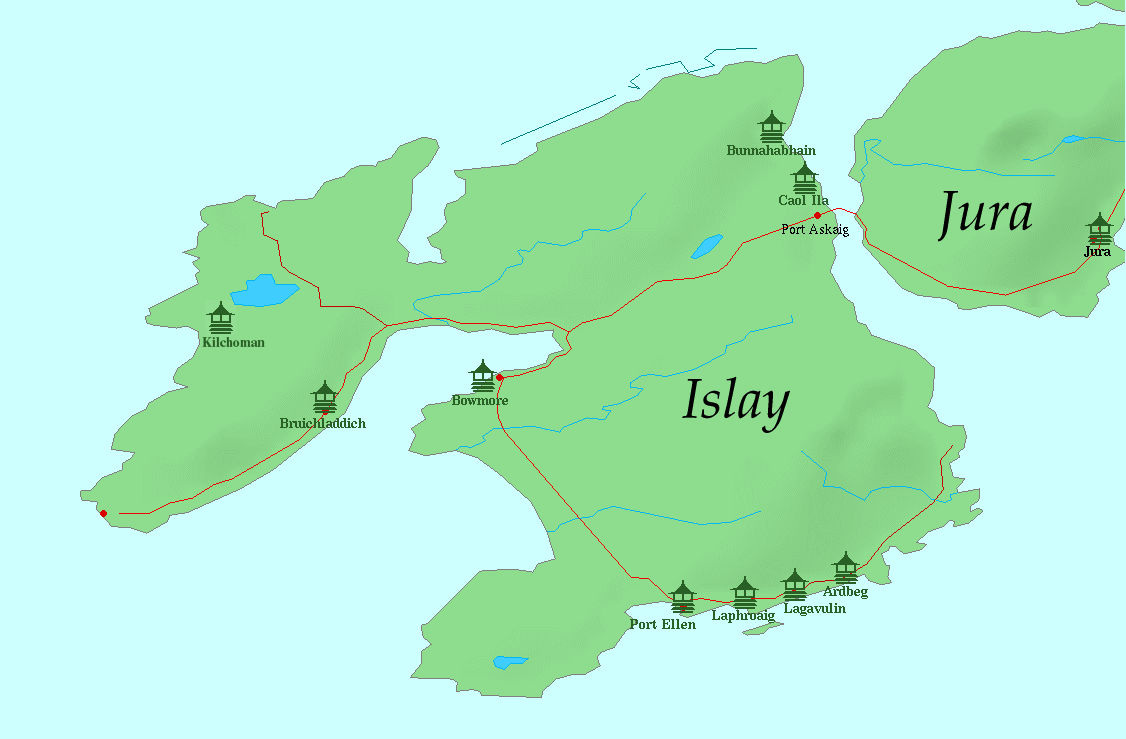
Mapa de les destil·leries d'Islay

Bowmore és una destil·leria de whisky situada a la ciutat de Bowmore a l'illa d'Islay a la costa occidental d'Escòcia. Situada al centre de l'illa, la destil·leria Bowmore es troba a la riba oriental del Loch Indaal, una gran badia de la costa oest d'Islay. El celler principal es troba en una galeria sota el mar.
Creada el 1779 per John Simpson, és la destil·leria oficial més antiga de l'illa. El 1963 va passar a mans de l'empresa Morrison Bowmore. El 1994, el japonès Suntory va comprar la destil·leria.
Bowmore es coneix per produir una gran varietat de whikys de diferents envelliments i maduracions. El single malt no és tan turbat com els veïns del sud (Lagavulin, Ardbeg, Caol Ila o Laphroaig, però n'és més que els veïns del nord Bruichladdich, Bunnahabhain.

## Embotellatge oficial
- Bowmore Legend 40% sense idicació d'anys
- Bowmore 12 anys 40%
- Bowmore Mariner 15 anys 43%
- Bowmore 17 anys 43%
- Bowmore 18 anys 43%
- Bowmore 25 anys43%
- Bowmore Claret Finish 50%
- Bowmore Port Finish 51,5%
- Bowmore Sherry Finish 43%
- Bowmore cask Strength 56%
- Bowmore darkest 43%. Envellit en bótes de bourbon, una sèrie de col·lecció.
- Bowmore 10 ans Tempest

## Embotellatges independents
Signatory Vintage 
- Bowmore 1970 rare reserve 56,6%
- Bowmore 1980 Prestonfield 46%
- Bowmore 1982 Cask Strength Collection 56,7%
- Bowmore 1988 The Un-Chillfiltered Collestion 46%